# Ставроска теснолинейка
Железопътна линия Сирачево – Зиляхово или Ставроският влак (на гръцки: Σιδηροδρομική γραμμή Σαρακλή – Ζιλιάχοβα, Τρένο του Σταυρού) е теснолинейна (600 mm) линия (дековилка), съществувала в Южна Македония, Гърция от 1918 до 1947 година.

## Предистория
| Британски войници и турски военопленници работят по изграждането на линията |  | Брониран локомотив „Симплекс“ на мост на линията |
| Британски войници и турски военопленници работят по изграждането на линията |  | Брониран локомотив „Симплекс“ на мост на линията |

Линията е една от няколкото теснолинейки, построени по време на Първата световна война в 1917 година за тилова поддръжка на военните действия на Съглашението на Солунския фронт. След Струмската операция от август 1916 година Българската армия окупира Сярско и Драмско и Кавалско и започва да използва железопътната линия Гюмюрджина – Драма – Сяр. Така се създава Струмският фронт, който се простира по протежение на Струма от Бутковското езеро до езерото Тахино и неговите блата, които достигат до морето.
На този фронт Съглашенската Източна армия разполага с 16-ти британски армейски корпус. Основната комуникационна артерия за снабдяване на Струмския фронт е пътят Солун – Сяр през Лахненските планини. На този път, на 25 km от Солун в района на Гвоздово (Асирос), съюзниците създават концентрационна база и склад за материали и доставки. Зареждането на тази база за Струмския фронт се извършва от Солун през железопътната гара Салманли (Галикос), с която Гвоздово е свързано с железница. Вторият начин за транспортиране на необходимите за фронта материали е по море от Солун до малкото пристанище Ставрос. Ежедневно три кораби заобикалят Халкидики, но харчат много от ограничения петрол, уязвими са за германските подводници и страдат от честите бури при заобикалянето на полуостров Света гора. Така командващият Британската солунска армия генерал Джордж Милн предлага изграждането на железопътна линия с нормална ширина от село Сирачево (Саракли), близо до градчето Лъгадина (Лангадас), докъдето доставките могат да пристигат по шосе или по железопътен път, тъй като Сирачево е свързано с нормална железопътна линия с гара Саламаново (Галикос) на km 28,7 от железопътната линия Солун – Дедеагач. Министерството на отбраната обаче не успява да достави релси за нормална железопътна линия и се спира на теснолинейна.

## Изграждане на Сирачево – Чаязи
Линията се изгражда на два етапа. В първия етап е изграден участъкът от линията Ставрос – Чаязи в устието на Струма с ширина 600 mm. Целта е да се ослужват нуждите на делтата на река Струма от създадените в Ставрос пристанищни съоръжения за акостиране на кораби. Морското снабдяване на войските в устието на Струма е опасно поради уязвимото местоположение и липсата на възможност за акостиране. Участъкът минава през Аспровалта и стига до Ташли Дербенд. През февруари 1917 година линията е удължена до Чаязи (Ираклица). Тази линия има достатъчно широка инфраструктура, за да може да бъде превърната в стандартно междурелсие, ако възникне необходимост и възможност. Тъй като линията е положена по протежение на равния морски бряг, изграждането ѝ става лесно.
Следва изграждането на втория участък, също широк 600 mm, покрай Лъгадинското и Бешичкото езеро. Проучванията за изграждането му завършват през октомври 1917 година и на 14 ноември британски войници и 4000 турски военнопленници започват строителството.
Линията е открита на 1 април 1918 година. Служи за транспортиране на войници, строителни материали, оръжия, боеприпаси и провизии от основната съглашенска база Солун до фронта и в обратна посока за транспортиране на ранените до болниците.

## Изграждане на Еникьой – Зиляхово
Съюзниците, след отдръпването на фронта, пристъпват към изграждането на третия участък от железопътната линия на левия бряг и по протежение на река Струма по маршрута от Еникьой (близо до древния Амфиполис) до река Драматица (Ангиста). Същевременно английското командване обмисля използването на линията за връзка с също така теснолинейната българска железница до Рупел при евентуално настъпление навътре в България. Така линията трябвада стане около 130 km и да стигне до гарата на Зиляхово (днес Неа Зихни) при Кочак (Мирини).
Участъкът от линията Еникьой – Зиляхово, след края на войната и оттеглянето на съюзниците, е изоставен, без да бъде завършен. Линията е съкратена в източния край – първо до пролома Ташли (приблизително km 75), по-късно до Аспровалта (67,5 km). В това състояние на 1 юни 1920 година линията, принадлежаща дотогава на Великобритания, е предадена на гръцката държава, която я предава на Гръцките държавни железници. Експлоатацията от ГДЖ започва през май 1921 година. Гара Солун е свързана с Гара Сирачево с автобусна линия.
За завършването на недовършения участък Еникьой – Зиляхово, както и за ремонта на останалата част от участъка Ставрос – Чаязи в 1922 година са сключени споразумения между Министерството на транспорта, Генералния щаб на армията и на ГДЖ, което обаче не носи резултат. Така линията Ставрос – Зиляхово остава наполовина завършена, за да бъде окончателно демонтирана през 1939 година. От демонтажа на тази част от линията остават 14,179 km релси, от които 9 700 m са складирани на гара Ставрос, а останалите близо до пътния мост на Струма.
През Втората световна война (1941 – 1944) линията е в германската окупационна зона. Вермахтът се опитва да възстанови демонтираната част до Еникьой (Амфиполи), но не успява. 4,774 km от демонтираните релси са преместени от германците в неизвестна посока, вероятно на Крит. По-късно друго количество двойни релса е изпратено за изграждането на линията Агринио – Амфилохия и остава там. Също така с релси от линията, германците построяват приблизително 3 km линия от Ставрос на юг и още 6 km километра от 3-тия километър на линията Сирачево – Ставрос до Аспровалта покрай укрепленията на крайбрежната зона. След заминаването на окупационните власти през октомври 1944 година тази линия е намерена наполовина разрушена от експлозии и плячкосване, а части от нея са разпръснати в нивите. През ноември 1955 година предприемачът Атанасиос Михайлидис, който взривява крайбрежните укрепления в района на Като Ставрос, успява да отстрани частта от линията, която остава положена, и да събере разпръснатия материал като метален скрап, тъй като линията Ставрос – Аспровалта никога не е била предоставяна на ГДЖ като линията Саракли – Ставрос и е била собственост на гръцката държава.

## Експлоатация на Сирачево – Ставрос
По време на мирната експлоатация на линията (1921 – 1947) тя е важна транспортна артерия за местното население. По нея се осигурява транспорта на горски продукти от планините на юг и север от Ставрос и Рендина, но и на други стоки, като зърно, риба от Ставрос и Агиос Василиос, сол и други. Влакът осигурява и голям трафик на пътници през летния сезон от Солун и термалните бани на Неа Аполония (Егри Буджак).
Продължителността на маршрута Сирачево – Ставрос е 3,30 h при скорост 15 – 25 km/h. Обикновено един и същи влак върви напред-назад. Когато нуждите налагат движението на друг товарен влак, разминаването става в Лангадикия (Лянгавич), където имаше обходна линия. На всички гари имаше странични линии за товарене на продуктите от района и разминаваре на влакове. Влаковете, които се движат, са товарни и смесени, като в смесените има три пътнически и два-три товарни вагона.
На 16 август 1947 година експлоатацията на железопътната линия Саракли – Ставрос е преустановена след съответното одобрение от Министерството на транспорта и със съгласието на ГДЖ. Решението е взето поради големите загуби на линията, конкуренцията на автомоилния транспорт и обслужването на военните нужди с автомобили по магистралата Солун – Кавала. Въпреки това поддръжката на релсовия път, инженерните съоръжения, сградите и подвижния състав продължава по начин, позволяващ възобновяване на движението на влаковете. Тази непрекъсната поддръжка на съоръженията, подвижният състав и осигуряване на тяхната сигурност поглъщат големи суми – повече от 20 000 000 драхми на месец. В 1955 година е решено линията да бъде демонтирана.

## Маршрут
Западната начална точка на линията е Сирачево (на турски Саракли, прекръстено в 1927 година на Периволаки), село в Лъдадинското поле на около 20 km североизточно от центъра на град Солун. До Периволаки има разклонение със стандартно междурелсие от гара Саламаново (Галикос) на km 28,7 на железопътната линия Солун – Дедеагач. От Сирачево маршрутът върви на юг, след това на изток до пристанището Ставрос на Струмския залив. Маршрутът минава южно от Лъгадинското (Корония) и Бешичкото езеро (Волви). Железницата следва трасето на стария национален път Солун – Кавала. Участъкът между Сирачево и Ставрос съответства грубо на планирания стар маршрут на железопътната линия Солун – Дедеагач през Кавала, който би бил значително по-кратък от съществуващия в момента, но поради стратегически съображения на османската армия е заместен с по-криволичещ маршрут в частично планинския хинтерланд. От Ставрос маршрутът тръгва на север през Амфиполи до жп гара Зиляхово (Неа Зихни), която също отново е на железопътната линия Солун – Дедеагач.
| Гари           | Гари        | Гари            | Гари               |
| Име            | Старо име   | Име на гръцки   | Километри от Солун |
| -------------- | ----------- | --------------- | ------------------ |
| Периволаки     | Сирачево    | Περιβολάκι      | 0                  |
| Тумба          |             | Τούμπα          | 5,8                |
| Агиос Василиос |             | Άγιος Βασίλειος | 10,1               |
| Василуди       | Левен       | Βασιλούδι       | 19                 |
| Лангадикия     | Лянгавич    | Λαγκαδίκια      | 23,6               |
| Стивос         | Гюлменич    | Στίβος          | 28,5               |
| Перистерона    | Угрек       | Περιστερώνα     | 32,4               |
| Волви          | Бешик       | Βόλβη           | 38,1               |
| Неа Аполония   | Егри Буджак | Νέα Απολλωνία   | 42,4               |
| Аполония       | Пазаруда    | Απολλωνία       | 43,2               |
| Неа Мадитос    | Стролонгос  | Νέα Μάδυτος     | 52,1               |
| Рендина        |             | Ρεντίνα         | 57,0               |
| Стаси          |             | Στάση           | 63,4               |
| Ставрос        |             | Σταυρός         | 66,1               |
| Аспровалта     |             | Ασπροβάλτα      | 70                 |
| Ташли          |             | Τασλί           | 75                 |
| Амфиполи       | Еникьой     | Αμφίπολη        | 100                |
| Миркинос       | Доксамбос   | Μύρκινος        | 112                |
| Мирини         | Кочак       | Μυρρίνη         | 130                |